# Вольмерат
Вольмерат (нім. Wollmerath) — громада в Німеччині, розташована в землі Рейнланд-Пфальц. Входить до складу району Кохем-Целль. Складова частина об'єднання громад Ульмен.
Площа — 4,06 км2. Населення становить 213 ос. (станом на 31 грудня 2020).